# Avenged Sevenfold (album)
Avenged Sevenfold – czwarty studyjny album heavymetalowego zespołu Avenged Sevenfold, wydany 30 października 2007 roku przez wytwórnię Warner Bros. Records. Pierwotnie album miał mieć swoją premierę już 16 października. Dwutygodniowe opóźnienie było spowodowane produkcją animowanego teledysku do "A Little Piece Of Heaven".

## Lista utworów
1. "Critical Acclaim" – 5:15
2. "Almost Easy" – 3:55
3. "Scream" – 4:50
4. "Afterlife" – 5:55
5. "Gunslinger" - 4:11
6. "Unbound (The Wild Ride)" – 5:11
7. "Brompton Cocktail" – 4:13
8. "Lost" – 5:02
9. "A Little Piece of Heaven" – 8:02
10. "Dear God" – 6:36

## Single
1. "Critical Acclaim" (2007)
2. "Almost Easy" (2007)
3. "Afterlife" (2008)
4. "Dear God" (2008)
5. "Scream" (2008)

## Twórcy
Avenged Sevenfold
- M. Shadows — wokal, instrumenty klawiszowe
- Synyster Gates — gitara elektryczna, wokal wspierający
- Zacky Vengeance — gitara rytmiczna, wokal wspierający
- Johnny Christ — gitara basowa, wokal wspierający
- The Rev — instrumenty perkusyjne, wokal wspierający

Dodatkowi muzycy
- Programowanie "Critical Acclaim" i "Scream" - Jay-E
- Pianino w "Almost Easy" - Greg Kusten
- Pianino i organy Jamie Muhoberac w "Critical Acclaim", "Unbound (The Wild Ride)", 'Lost", i "A Little Piece of Heaven"
- Perkusja w "Brompton Cocktail" - Lenny Castro
- Dodatkowy wokal - Shanna Crooks w "Gunslinger" i "Dear God"
- Dodatkowy wokal - Zander Ayeroff i Annmarie Rizzo "Unbound (The Wild Ride)"
- Dodatkowy wokal - Juliette Commagere w "A Little Piece of Heaven"
- Dodatkowy wokal - Jaime Ochoa w "Critical Acclaim".
- Dodatkowy wokal - Valary DiBenedetto w "Scream".

Produkcja
- Avenged Sevenfold - producent
- Fred Archambault i Dave Schiffman - inżynierowie
- Fan Producers For A Day (MVI) - Daniel McLaughlin and Christopher Guinn